# أمانتل مونتشو
أمانتل مونتشو (من مواليد 4 يوليو 1983 في بوتسوانا ) عداءة بوتسوانية متخصصة في سباق 400 متر .

## وصلات خارجية
- أمانتل مونتشو على موقع الاتحاد الدولي لألعاب القوى (الإنجليزية)
- أمانتل مونتشو على موقع الدوري الماسي (الإنجليزية)
- أمانتل مونتشو على موقع اللجنة الأولمبية الدولية (الإنجليزية)
- أمانتل مونتشو على موقع أوليمبيديا (الإنجليزية)
- أمانتل مونتشو على موقع اتحاد ألعاب الكومنولث (مؤرشف) (الإنجليزية)